# SO-01B
ドコモ スマートフォン Xperia SO-01B（ドコモ スマートフォン エクスペリア エスオー ゼロいちビー）は、ソニー・エリクソン・モバイルコミュニケーションズ（現：ソニーモバイルコミュニケーションズ）によって開発された、NTTドコモの第3世代移動通信システム（FOMA）端末である。
ドコモ スマートフォンのひとつで、Sony Ericsson Xperia X10の日本版にあたる。

## 概要
2009年11月3日に、ソニー・エリクソンのスマートフォンシリーズである「Xperia」の最新モデル「XPERIA X10」として全世界に発表されたモデルであり、ソニー・エリクソンとしては初めてAndroid OSを搭載した端末である。
従来のドコモのハイスペック端末ブランドである「docomo PRO series」からではなく、新たに「ドコモ スマートフォン」という独自ブランドで発売された。ソニー・エリクソンにとってドコモへの端末供給はSO706i以来1年9ヶ月ぶりであり、新型番ルール導入後はこれが初めてとなった。また、Xperiaシリーズの日本市場投入も本機が初となった。
液晶面は強化ガラスのフルフラットパネルが採用されている。またタッチパネルは静電容量式を採用している。
NTTドコモのBlackBerryなどと同様に、「ドコモ・スマートフォン・ケア」にて無償でサポートを受けることができる。
日本で発売されたXperiaシリーズのうち、本機種のみ画面下のキー配列が異なっており、左から「メニュー」、「ホーム」、「戻る」の順番になっている。

## 機能
Android OSのGoogleのサービスを中心とした基本的な機能に加え、ソニーエリクソン独自のアプリケーションを搭載。音楽にはWalkmanの技術を、カメラにはサイバーショットの技術といった具合に、ソニーグループのノウハウを搭載している。
電話帳上では、登録した人のTwitterやFacebook、mixiと連携し、投稿メッセージを表示できる。また電話帳で人物を選ぶと、その人の通話やメール、左記SNSなどのコミュニケーション履歴が一覧表示される。
加速度センサー、地磁気センサーが搭載されており、端末の位置を動かすことによる直感的なアプリの操作などにも対応している。特にGoogleマップのストリートビューなどは、端末を傾けることによって、それにあわせ画面の景色も動く仕様である。
文字入力は、本端末のために開発された「POBox Touch 1.0」が搭載され、QWERTYソフトキーボードの母音を大きく表示したり、次に入力される可能性があるキーのみをハイライト表示することができる。SO906iでも搭載されていた“つづけて入力”にも対応している。
FOMAハイスピードに対応しHSDPA7.2Mbps、HSUPA2.0Mbpsに対応しPicasaの写真のアップロードが快適に行えるほか、Wi-Fi通信でIEEE802.11g/bの高速通信に対応している。またFOMA回線でのYouTube高画質再生モードにも対応している。
マルチタスクに対応しており、複数のアプリケーションを同時に利用することが可能である。
国際ローミング（WORLD WING）に対応しており、海外での通話、メール、SMS、Webブラウジングが可能である。
定額通信割引パケ・ホーダイダブルおよび同ダブル2に対応しているが、上限はiモードのフルブラウザの上限と同一の料金となる。また定額で接続するためにはmopera Uまたはspモードの契約が必要である。パケ・ホーダイフラット契約では同じくmopera U かspモードの契約が必要で、完全定額で前述の上限額よりも低く通信可能である。
OSはAndroid 1.6を採用している。そのためホーム画面からの検索でWebページだけでなく、連絡先やインストールされているアプリケーション、音楽なども検索の対象とできる。機能ごとの電池使用量を確認する画面がある。
VPN接続にも対応しており、PPTPやL2TP/IPSecに対応し、企業接続などが容易である。 

### Android OS 標準アプリケーション
詳しくはAndroidを参照。
Android OSの標準的なアプリケーションとしてGoogle検索窓、Googleマップ、Google Latitude、Gmail、アドレス帳、YouTube、Googleカレンダー、Google Talk、Picasa、Google Earth、Androidマーケットなどを搭載している。

### メディアスケープ
本製品独自のアプリケーションのひとつであり、音楽、動画、写真を視聴、管理、編集、検索する。
音楽、動画、写真は下記PC用アプリケーションであるMedia Goから同期することができる。またMedia GoでダウンロードしたPodCastの音楽やネットラジオなども同期することが可能である。
またmora touchやレコ直アプリを使うことで、直接音楽をダウンロードすることが可能である。
また動画や音楽再生中にインフィニットボタン（∞）を押すと、その楽曲やアーティストの情報をGoogle検索やYouTubeから検索する。

#### Media Go
パソコン上で音楽、動画、写真を編集管理するアプリケーションである。Media GoとXperiaのメディアスケープをUSBケーブル等を使って同期することができる。Media GoではCDなどからの音楽の取り込みだけでなく、iTunesやWindows Media Playerの音楽ファイルを取り込むことも可能である。
- 音声
  - MP3
  - 3GPP
  - AMRWB
  - WMA
  - SMF
  - XMF
  - WAV
  - iMelody
  - RTTTL/RTX
  - OTA
  - Ogg vorbis
- 動画
  - 3GPP
  - MP4
  - WMV

#### mora touch
PC向け音楽配信を行っているmoraから音楽を購入、試聴が可能である。アルバムまるごとのダウンロード購入も可能である。日本国内の大手レーベルの楽曲はほとんどダウンロードが可能である。2010年4月1日午前0時、Xperia発売と同時にサービスが開始された。
サービス開始当初に提供される楽曲は約6000曲で、音楽ビデオや約500曲用意される。
また音楽は2010年11月よりクレジットカードだけでなく、NTTドコモのコンテンツ決済が利用できるようになった。
配信元レーベルは
- EMIミュージック・ジャパン
- エイベックス・マーケティング
- エルディー・アンド・ケイ
- クリプトン・フューチャー・メディア
- スクウェア・エニックス
- ソニー・ミュージックエンタテインメント
- 日本クラウン
- バウンディ
- ビクターエンタテインメント
- フォーライフミュージックエンタテイメント
- ポニーキャニオン
- ヤマハミュージックコミュニケーションズ
- ユニバーサルミュージック
- ワーナーミュージック・ジャパン

### タイムスケープ

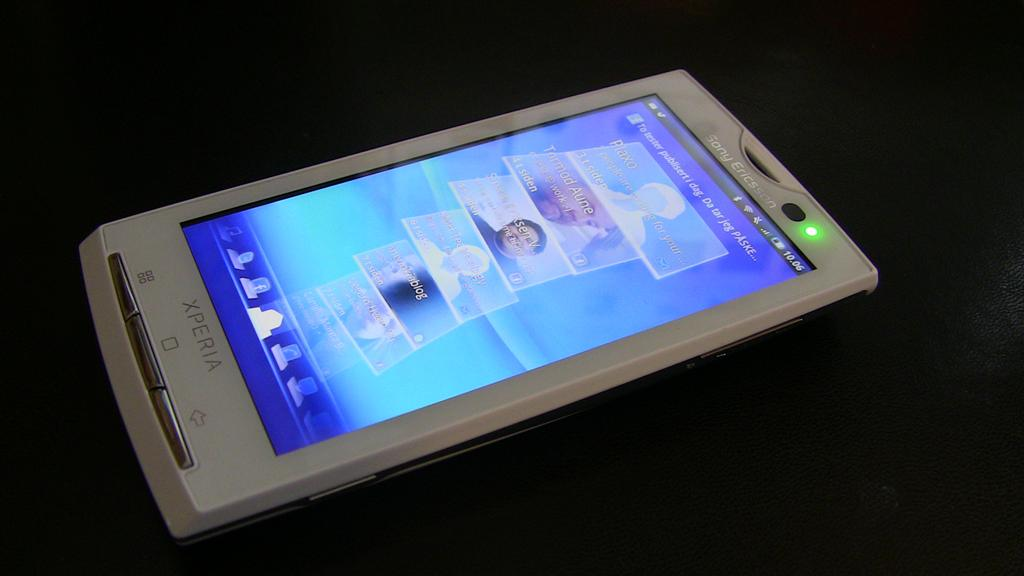
タイムスケープの表示画面

不在着信履歴、SMS、 Eメール、撮影した写真の履歴や動画や音楽の再生楽曲履歴、SNSサービスであるTwitter・Facebook・mixiの更新履歴や投稿履歴をひとつのアプリケーションで一元管理できる。またその履歴はパネルが螺旋状に並んで表示される。パネルに表示されている人が電話帳に登録されていれば、その人との通話やメールだけでなく、TwitterやFacebookの投稿なども一覧表示することができる。

### 写真
手振れ補正、顔認識エンジン搭載810万画素オートフォーカスカメラを搭載している。笑顔検出機能が搭載され、被写体の笑顔をカメラが自動で検出する。またアドレス帳に顔写真が登録されている人は、撮影した写真にその人の名前が表示される。またその名前をタッチすることで、その人への電話やメール、SNSが可能である。
撮影した写真はPicasaやFacebookへ、動画はYouTubeにアップロードし共有をすることができる。アプリを使うことでmixiやその他ブログなどへの画像アップロードなども可能となる。
またジオタギング機能が搭載され、GPSと連動し写真に撮った場所の位置情報を埋め込むことができ、写真をPicasaなどにアップすると、撮影した場所がGoogleMapsなどに表示される。

### PlayNow
PlayNowはもともとソニーエリクソンの携帯電話用のポータルサイトである。Xperia用にカスタマイズしてコンテンツを配信する。
- ニュース
- 壁紙 - Xperia用の壁紙を配信。
- 辞書 - タッチ操作で検索できる、オンライン辞書を提供。
- 音楽ダウンロード - mora touchアプリの紹介。
- キャンペーンナビ - Xperiaに関するキャンペーン情報の配信。
- APP NAVI - Android向けゲームやアプリの中から、ソニー・エリクソンお薦めのアプリがダウンロードできる。

### メール ブラウザ
デフォルトのブラウザは同時に8つまでタブを開くことができる、Android特有のものである。
メーラーはプッシュ型電子メールでGmail専用メーラーと通常のPOP、IMAP対応のメーラーがあり、後者のメーラーはタイムスケープとリンクする。またNTTドコモが提供しているmopera UメールはPushで自動着信する。ブラウザ同様様々なサードパーティー製のメーラーも存在する。

#### iモードメール（spモード）への対応
2010年9月1日より提供開始のspモードにより、docomo.ne.jpドメインのメールアドレスを利用すること可能となった。通常のiモードメールのように、プッシュ着信や絵文字、デコメール、迷惑メールフィルタ設定などにも対応する。なおiモードを解約し、spモードを契約した場合はそのままそのiモードメールアドレスやフィルタ設定が引き継がれる。iモードとspモードを重複して申し込んだ場合は、元々のiモードアドレスとは別の新しいアドレスがspモードに割り当てられ、2つのアドレスをXperia上で切り替えることが可能である。それまでは、iモード.netを応用したiモードメーラーがいくつか開発されており、Androidマーケットからダウンロードし利用することが可能である。

### その他プリインストールアプリケーション
Moxier
Exchange ServerやMicrosoft Exchange Onlineとの同期を取るためのアプリケーションであり、企業用のメール、スケジュール、共有アドレス帳をXperiaで同期をとり利用することができる。
OfficeSuite
PDFやMicrosoft Officeのファイルのビューアーである。
Quadrapop
落ちものゲーム
ドコモマーケット
ドコモマーケットはNTTドコモが推奨するアプリケーションのポータルサイト。アプリケーションのほかに動画、音楽、電子書籍のコンテンツなどがある。一部のアプリケーションはiモードのように、購入代金が携帯電話の料金として徴収することが可能となる。
ポケット羅針盤
地磁気センサー、加速度センサー、GPSをつかったアプリケーション。水平儀や星空マップなどがある。

## 初期不良・不具合
多くの初期不良や不具合が確認されており、症状によってはドコモショップで無償で交換できる。初期不良と思しき症状は以下の通り。
- Wi-FiまたはBluetoothがONの状態にし、OFFに切り替えると、再びONにすることができなくなることがある。
- 充電することができなくなる。
- 頻繁にブラックアウトし、再起動する。
- 3Gでのデータ通信が不可能となる。

Xperiaでは白いFOMAカードまたは赤いドコモUIMカードでの使用が推奨されているため、緑色のFOMAカードのユーザは本来であれば新しいFOMAカードまたはドコモUIMカードに交換される。なお、交換は一部量販店等では行われていない。

## アップデート
5月下旬に、一部ユーザーにネットワークを通じてアップデートの誤配信があり、最初はドコモショップで点検・交換を呼びかけていた。後に誤配信されたファイルが正式版であることが明らかとなったため、点検・交換は中止された。このため5月下旬に誤配信され、アップデートが実施されたユーザーは2010年6月9日に配信されたアップデートは実施する必要が無い。
- 2010年6月9日開始分のアップデート内容[4]
  - 文字入力ソフトである「POBox Touch 1.0」が「POBox Touch 2.0」となり、テンキーでのフリック入力が可能になる。またQWERTYキー表示では一部キーのカスタマイズに対応する。
  - 「mora touch」のアイコンが標準で表示され、Mediascapeのミュージックホーム画面にmora touchが表示される。またあわせて「ピックアップ」「Top10」といったコンテンツを表示できるようになる。
  - 電話帳の不具合が改善される。
  - その他通信品質、電池の持ちなどが改善される[5]。
- 2010年8月30日開始分のアップデート内容
  - 2010年9月1日提供開始のspモード用APN設定の追加、spモードメールアプリ対応。spモードメールアプリ自体は別途ダウンロードが必要。
  - POBox Touch 3.0へバージョンアップ。Simejiと互換性のあるプラグイン機能の追加、数字キーの配置変更など。
  - 「バックアップと復元」アプリの追加。
  - Mediascapeのアルバムアート削除機能の追加。
- 2010年11月10日開始分のアップデート内容
  - Android OSのアップデート(1.6→2.1)など[6]。詳細は次項参照
- 2011年1月18日開始分のアップデート内容
  - マルチタッチへの対応など。詳細は次々項参照
- 2011年11月7日開始分のアップデート内容
  - エリアメールへの対応など。
- 2012年3月28日開始分のアップデート内容
- 2012年10月30日開始分のアップデート内容

2010年第4四半期にはテレビとの無線接続、TimescapeとMediascapeの更新が予定されていたが、2011年11月時点では実施されていない。また、海外のX10では、OSのヴァージョンが2.3へアップデートされているが、SO-01Bについては2011年11月時点で実施されていない。

### Android 2.1へのアップデート
2010年11月10日より、Android OSの1.6から2.1へのアップデートが可能になった。それにより以下の機能が拡張、改善された。なおアップデートはパソコンと接続して実施する。
- 全体的な動作が最適化された。
- 複数のGoogleアカウントが利用可能になり、複数のメーラーを一括して管理出来るようになった。
- Google Mapsがバージョンアップした。
- ブラウザでのHTML5への対応がなされた。
- ダブルタップによる拡大、縮小が可能となった。
- 解像度の向上により、ホーム画面が3画面から5画面へ拡大した。またアイコンの個数が1画面あたり4×4個から4×5へ増えた。
- 動きのある「ライブ壁紙」が設定できるようになった。
- HD動画（1280×720ドット、30fps）撮影機能が追加された。
- 写真・動画撮影時に自動でフォーカスを合わせ続けるコンテニュアス・オートフォーカスモードが追加された。
- Timescapeの背景のテーマの変更が可能になった。
- SIMカードを抜いても端末が起動でき、WiFiのみでの利用が可能となった。
- 電源を落として充電をしても、端末が自動起動しなくなった。
- 電話帳機能が改良された。
- Evernoteなど複数のアプリケーションが追加された。

### マルチタッチへの対応
2011年1月18日、Xperiaのマイナーバージョンアップが発表された。今回のバージョンアップにより、2本指ピンチイン・アウトによる画面の拡大、
縮小などが可能となる。ただし、3本以上の指での操作や回転などはサポートされない。ブラウザ、Google Map、Office Suite、Moxierメールが対応する。なお、動作保証は行っていないものの、一部のサードパーティーアプリケーションも動作する可能性がある。そのほか、Android 2.1での電話帳アプリやspモードアプリの不具合も修正される。PC経由でのアップデートは2011年1月19日20時以降、パケット通信を使ったアップデートは2011年1月20日20時以降に開始された。なお、Android 1.6から本アップデートを行う場合はPC経由でのアップデートのみの対応となる。

## 主な対応サービス
| 主な対応サービス           | 主な対応サービス                    | 主な対応サービス                | 主な対応サービス                            |
| -------------------------- | ----------------------------------- | ------------------------------- | ------------------------------------------- |
| DCMX／おサイフケータイ     | うた・ホーダイ                      | 着うたフル／着うた              | デジタルオーディオプレーヤー(WMA)(AAC)(MP3) |
| 直感ゲーム※／メガiアプリ   | Music&Videoチャネル／ビデオクリップ | GSM／3Gローミング（WORLD WING） | プッシュトーク                              |
| FOMAハイスピード           | GPS／ケータイお探し                 | デコメール／デコメ絵文字        | iチャネル                                   |
| 着もじ                     | テレビ電話／キャラ電                | ケータイデータお預かりサービス  | フルブラウザ                                |
| おまかせロック／バイオ認証 | 外部メモリーへiモードコンテンツ移行 | トルカ                          | iC通信／iCお引越しサービス                  |
| きせかえツール／マチキャラ | バーコードリーダ／名刺リーダ        | 2in1                            | エリアメール                                |

## 付属品
Xperia（SO-01B）の同梱物には以下のものがある。
- カナル型スイッチ付イヤホンマイク（試供品扱い）
- microSDHCメモリカード 16GB（試供品扱い）
- ACアダプタ
- micro USBケーブル

このうち、ACアダプタとmicro USBケーブルはセットとなっており、ドコモの商品名は、「ACアダプタケーブル SO01」という名称である。専用の「電池パック SO04」は、海外のBST-41にドコモ型番のシールを貼り付けたものである。電池パックは、SO-01Dでも同じものを採用しているため、流用可能。
なお、ACアダプタケーブル・電池パック・リアカバーのみオプション設定されているが、そのほかのオプションについては、ソニースタイルでSO-01B向けとしてリリースされている商品や、海外携帯電話を取り扱っているサイト等からX10用純正品を入手するか、サードパーティー製などを利用する。ちなみに、ドコモから発売されている補助充電アダプタは「FOMA 補助充電アダプタ 02」を用いることになり（01および03では、出力が弱いこととコネクタがあわないため利用不可）、ACアダプタケーブルのUSBケーブル部分を接続して用いる形となる。ただし、2011年夏秋モデルに合わせて発売された「ポケットチャージャー 01」も「FOMA 補助充電アダプタ 02」同様に利用可能であり、こちらは「ポケットチャージャー 01」側についたUSBケーブルを利用する形となる。

## 歴史
- 2010年1月21日 - NTTドコモが、SO-01BをXperiaのペットネームでの開発・発売を予定していることを明らかにした。
- 2010年4月1日 - 発売
- 2010年6月9日 - 初回のファームウェア更新が開始される。フリック入力に対応した。
- 2010年8月30日 - 2回目のファームウェア更新が開始される。spモードに対応し、バックアップ機能が追加された。
- 2010年9月1日 - spモードが開始される。
- 2010年11月1日 - moraタッチがコンテンツ決済対応となる。
- 2010年11月10日 - 3回目のファームウェア更新が開始される。OSがAndroid 2.1へアップデートされた。
- 2011年1月12日 - 2Dfactoによる電子書籍販売に対応
- 2011年1月19日 - 4回目のファームウェア更新が開始される。マルチタッチへの対応がなされる。
- 2011年11月7日 - 5回目のファームウェア更新が開始される。エリアメールへの対応がなされる。

## その他
ベースモデルとなる海外で発売されたXperia X10には、UMTS800/850/1900/2100MHz(Band 1/2/5/6)のものとUMTS900/1700/2100MHz(Band 1/4/8)のものと、2種類が存在する（GSMは、いずれもクワッドバンド）。SO-01Bは前者がベースとなっている。
後者のUMTS900/1700/2100MHz版での1700MHz帯は、いわゆるAWSバンド(UMTS Band4)のものであり、ドコモ東名阪バンドやイー・アクセスで使用されている1.7GHz帯(UMTS Band 9)とはまったく異なるものであり、利用はできない。ただし、ソフトバンクモバイルのプラチナ電波エリアでの利用も可能である（Band1/8に対応しているため）。
米国では、前者がAT&Tモビリティの3Gエリアで、後者がT-Mobile USAの3Gエリアでそれぞれ利用可能。GSMエリアのみでの利用は、どちらの仕様の端末でも利用可能である。

## 注記
1. ↑  mora touch
2. ↑  スマートフォン向けISP「spモード」の開発 - NTTドコモ報道発表
3. ↑  Androidでiモードメールが送受信できる「IMoNi」使い方ガイド
4. ↑  「ドコモ、Xperiaの機能バージョンアップを提供開始」 - ケータイWatch
5. ↑  ソフトウェアアップデートのご案内 - NTTドコモ
6. ↑  ソニー・エリクソン、3インチ液晶搭載の「Xperia X8」など
7. ↑  Sony Ericsson - Corporate - Press - Pressreleases - Pressreleasedetails - Xperiax8pressreleasefinal-20100616（英文）
8. ↑  Xperia™、Android 2.1対応 OSバージョンアップのお知らせ ―11月10日より順次開始。Android 2.1への対応とともに、さまざまな機能が追加されます（ソニーエリクソン）
9. ↑  XperiaTM SO-01Bのバージョンアップ情報
10. ↑  アプリのダウンロードを要する。
11. ↑  2011年11月7日実施のアップデートを適用後に利用可能。